# Уенеха
Уенеха (ісп. Huéneja) — муніципалітет в Іспанії, у складі автономної спільноти Андалусія, у провінції Гранада. Населення — 1214 осіб (2010).
Муніципалітет розташований на відстані близько 370 км на південь від Мадрида, 55 км на схід від Гранади.
На території муніципалітету розташовані такі населені пункти: (дані про населення за 2010 рік)
- Лас-Куевас: 159 осіб
- Ла-Естасьйон: 10 осіб
- Уенеха: 922 особи
- Ла-Уертесуела: 123 особи

## Демографія
Динаміка населення (INE ):

## Галерея зображень

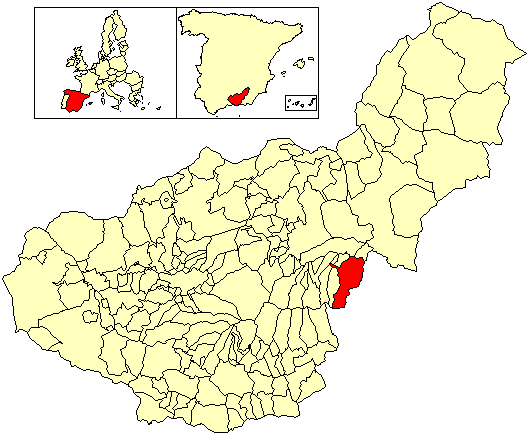
Розташування муніципалітету у провінції Гранада